# Jean Robert Tronchin
Pour les articles homonymes, voir Tronchin.
Jean Robert II Tronchin (1710-1793), également appelé Tronchin-Boissier du nom de sa femme, procureur général, membre du Conseil d'État de Genève est le fils de Jean Tronchin (1672-1761). Il s'occupa à titre amical des intérêts de Voltaire. Il entretint une correspondance avec Denis Diderot sur des sujets artistiques.
Les ébénistes de l'époque donnent son nom à de jolies tables liseuses à crémaillères (table à la Tronchin).
C'est le cousin germain de François Tronchin et de Jean Robert I Tronchin (1702-1788), et le cousin éloigné de Théodore Tronchin, qui sont tous trois respectivement l'ami, le banquier et le médecin de Voltaire.

## Œuvres
- Lettres écrites de la campagne, Genève, 1765. Disponible dans Gallica.
- Deux discours sur l'esprit de parti prononcés par M. Tronchin (...) dans l'assemblée du Conseil des Deux-Cent de la République de Genève au commencement de l'année 1762 et au commencement de l'année 1764, Neuchâtel, 1764.